# Испанская деревня (Барселона)
Испанская деревня (кат. Poble Espanyol, исп. Pueblo Español) — архитектурно-этнографический парк-музей, расположенный в Барселоне на горе Монтжуик. Создан в 1929 году.

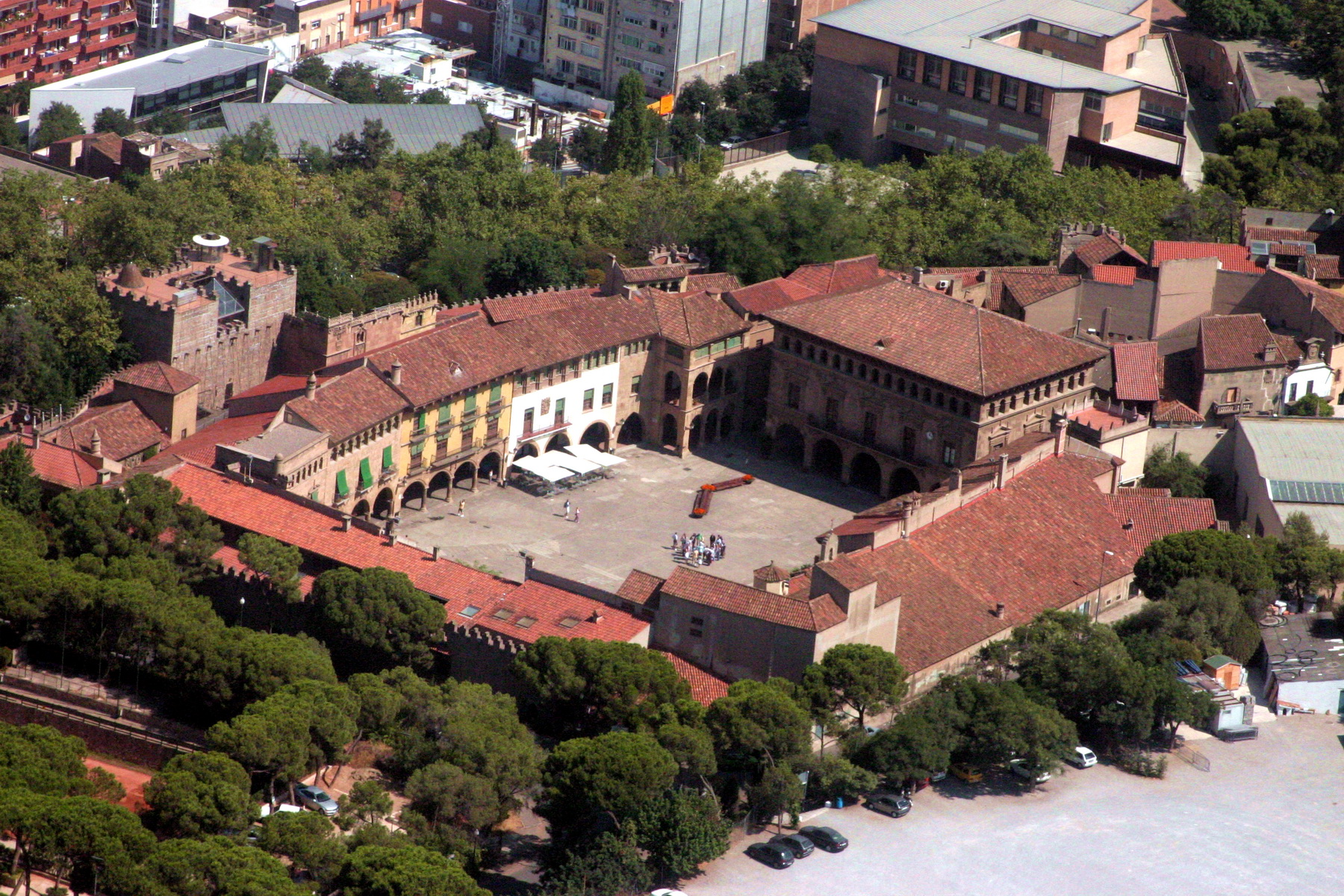

## История и архитектура
Четыре интеллектуала XX века, архитекторы Фолгера и Ревентос, художники Утрийо и Ногес, вдохновляемые Пуч-и-Кадафалком, создали этот комплекс архитектурных реплик в натуральную величину. Испанская деревня строилась в течение 13 месяцев и была открыта к Международной выставке в Барселоне 1929 года.
Создатели Испанской деревни посетили 1600 испанских поселений в поисках характерных образцов. Итогом работы стал участок в 42 000 м², на котором расположились копии 117 зданий, улиц и площадей из различных регионов Испании. Некоторые из домов выполнены в натуральную величину, другие же являются уменьшенными копиями оригинальных зданий. Среди расположенных на территории Испанской деревни зданий — башня Утебо (Арагон), въездные ворота из Авилы или образующие целый квартал дома из Аркос де ла Фронтера (Андалусия). На общей площади 400 м² расположились образцы аграрного хозяйства, характерные для окрестностей Барселоны.

## Искусство и ремёсла
Испанская деревня известна также как Город ремесленников. В течение десятилетий его «жители» делились своей страстью с гостями. Здесь расположено более 20 ремесленных мастерских, где посетители могут наблюдать за работой стеклодувов, сапожников и других мастеров. Наряду с сувенирными лавками на территории Испанской деревни имеются кафе, рестораны, бары. Главная площадь в летнее время служит местом проведения концертов.

### Другие достопримечательности
Хотя Испанскую деревню планировалось снести после окончания Международной выставки, музей был сохранён благодаря своему огромному успеху. В воссозданной деревне представлены улицы, площади и фасады различных районов Испании. В деревне проводятся различные мероприятия, в том числе гастрономические фестивали, летние концерты, фламенко-шоу, частные мероприятия, такие как свадьбы и детские мероприятия.
В Испанской деревне регулярно работают более 30 ремесленников, изготавливая выдувное стекло, кожу, керамику, украшения, маски, корзины и испанские гитары. Они создают предметы ручной работы, которые продаются посетителям.
В Испанской деревне есть своя рыночная площадь — Пласа Майор (Plaza Mayor), магазины с продуктами для гурманов, а также открытые кафе, рестораны или бары с кухней, представляющей разные регионы Испании.

### Музей современного искусства фонда Фран Даурел
Музей Фран Даурель расположен на территории Испанской деревни. Это частная коллекция, открытая для публики и представляющая более 295 произведений современных испанских художников, включая Пабло Пикассо, Сальвадора Дали, Жоана Миро, Антони Тапиеса, Мигеля Барсело, Хосепа Гиноварта и др. В музее хранятся картины, скульптуры, гобелены, рисунки и керамика, а также сад скульптур, где выставлена 41 большая скульптура. Работы Пикассо включают керамику 1950-х и 1960-х годов, где он использовал как традиционные методы, так и свои собственные.

### Театр
В Испанской деревне есть театр, в котором регулярно проводятся развлекательные мероприятия для детей: театр, танцы, музыка, клоуны или куклы. Здесь также часто выступает Школа театра Барселоны.

### Таблао де Кармен
Таблао де Кармен был основан в 1988 году как дань уважения великой танцовщице фламенко, байлаоре Кармен Амайя. Таблао расположен в самом сердце Испанской деревни, на том самом месте, где она танцевала перед королём Испании Альфонсо XIII во время открытия Барселонской международной выставки 1929 года. Таблао де Кармен — это популярный театр-ресторан фламенко, предлагающий своим посетителям одно из лучших шоу фламенко в Барселоне, сопровождаемое вкусным меню тапас. В таблао можно увидеть оригинальную коллекцию фотографий Кармен Амайя и услышать игру гитары ее мужа, Хуана Антонио Агуэро, с которым они давали совместные концерты.

### Мероприятия для детей
В Испанской деревне есть и другие мероприятия для детей: семинары (каждое воскресное утро), Фестиваль кукол (в марте), живые сцены Рождества (в Рождественские праздники), семейные шоу в течение года (например, карнавалы, праздник Святой Евлалии, Фиеста Майор и Фестиваль Ла Мерсе).

## График работы и доступность
- понедельник — с 09-00 до 20-00
- вторник-четверг и воскресенье — с 09-00 до 00-00
- пятница — с 09-00 до 03-00
- суббота — с 09-00 до 04-00

Парк-музей доступен по пешеходным аллеям горы Монтжуик, а также ходящими по ней городскими автобусами от площади Испании до крепости Монжуик.